# Харін Петро Романович
Петро Романович Харін (28 грудня 1905, село Тюлені Нолиньського повіту Вятської губернії, тепер Богородського району Кіровської області, Російська Федерація — ?) — радянський державний діяч, голова виконавчого комітету Великолуцької обласної ради. Депутат Верховної ради Російської РФСР 2-го скликання. Депутат Верховної ради СРСР 4-го скликання.

## Життєпис
Народився в селянській родині. Закінчив сільську початкову школу. До 1927 року працював у сільському господарстві.
У 1927—1930 роках служив у Червоній армії.
З січня по жовтень 1930 року працював «ізбачем» (завідувачем хати-читальні) у селі Іллінське Богородського району Нижньогородського краю.
Член ВКП(б) з 1930 року.
У жовтні 1930 — 1933 року — інструктор Богородського районного фінансового відділу; інструктор, завідувач культурно-просвітницького, організаційного відділу Богородського районного комітету ВКП(б) Нижньогородського краю.
У 1933 — серпні 1936 року — заступник секретаря Сунського районного комітету ВКП(б) Нижньогородського (Горьковського) краю; 2-й секретар Тужинського районного комітету ВКП(б) Кіровського краю. Був слухачем Горьковських курсів партійного активу.
У серпні 1936 — лютому 1938 року — 1-й секретар Черновського районного комітету ВКП(б) Кіровського краю.
У лютому — грудні 1938 року — 1-й секретар Санчурського районного комітету ВКП(б) Кіровської області.
У грудні 1938 — серпні 1940 року — завідувач відділу радянської торгівлі Кіровського обласного комітету ВКП(б); завідувач сільськогосподарського відділу Кіровського обласного комітету ВКП(б).
З серпня 1940 року — в розпорядженні ЦК ВКП(б); у Куйбишевському обласному комітеті ВКП(б).
У 1946 — вересні 1947 року — 2-й секретар Комі обласного комітету ВКП(б).
У вересні 1947 — 1950 року — слухач Вищої партійної школи при ЦК ВКП(б) у Москві.
У 1950 — червні 1951 року — інструктор відділу партійних, профспілкових та комсомольських органів ЦК ВКП(б).
У червні 1951 — січні 1957 року — голова виконавчого комітету Великолуцької обласної ради депутатів трудящих. 
Подальша доля невідома.

## Нагороди
- орден Вітчизняної війни І ст.
- медаль «За доблесну працю у Великій Вітчизняній війні 1941—1945 рр.»
- медалі